# Палац Шандора

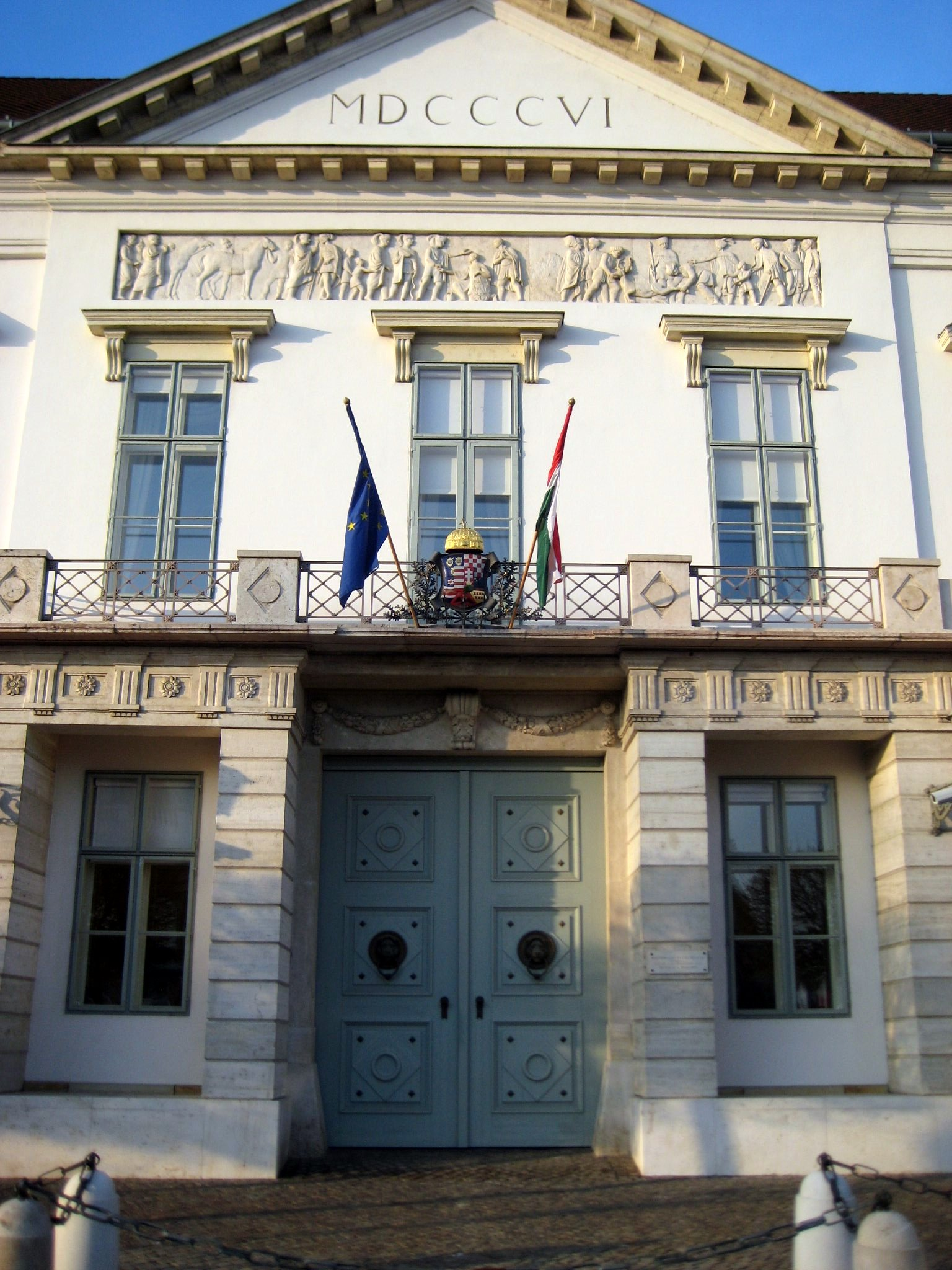
Фасад палацу з датою його відкриття, написаної римськими цифрами

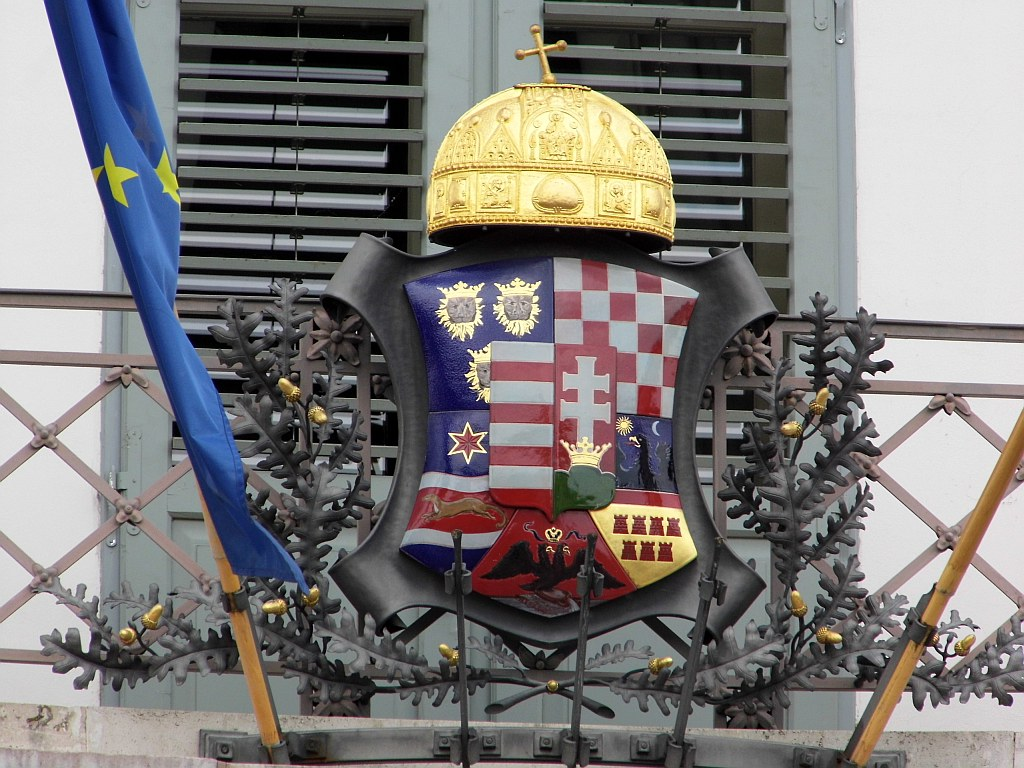
Герб королівства Угорщина

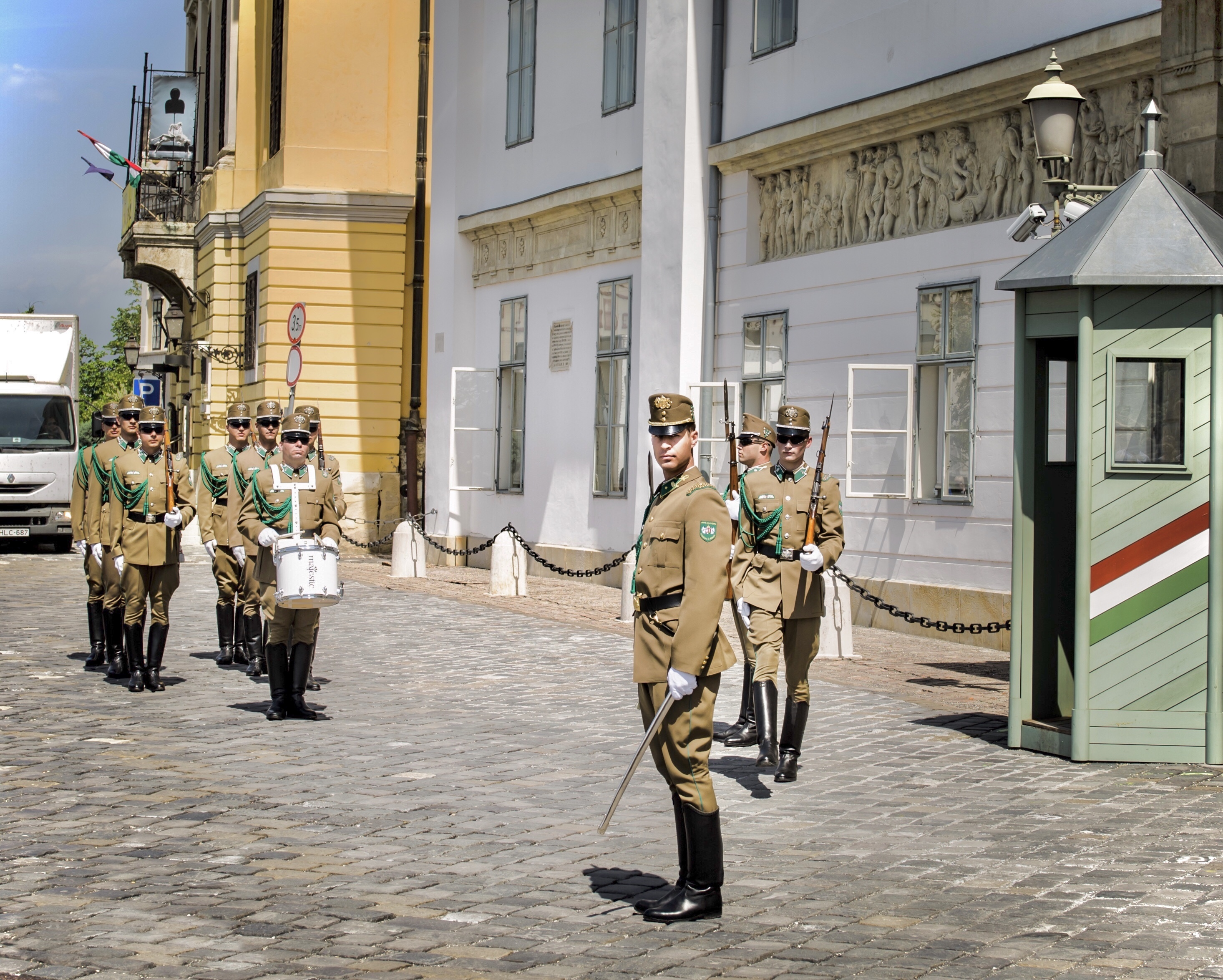
Почесний караул біля південно-західного входу

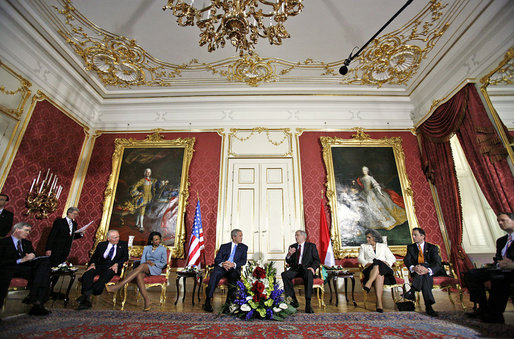
Президент США Джордж Буш-молодший та президент Угорщини Ласло Шойом у «червоному залі»

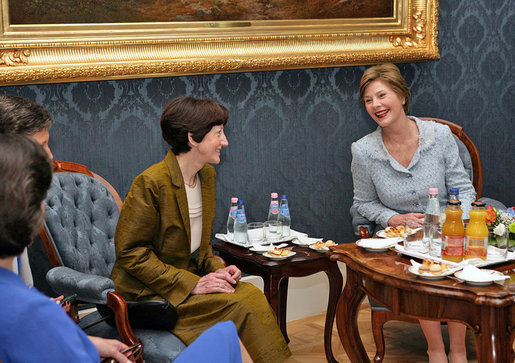
Перша леді США Лора Буш і перша леді Угорщини Ержебет Шойом у «синьому залі»

Палац Шандора (угор. Sándor-palota) — палац у Будайській фортеці на площі Святого Георгія, побудований в 1806 році за проектом архітектора Міхая Поллака для графа Шандора. З серпня 1919 року по червень 1941 року в палаці Шандора працювали прем'єр-міністри Угорщини. Під час Другої світової війни палац був повністю зруйнований. Відновлювальні роботи завершилися тільки в 2002 році. З 22 січня 2003 року палац Шандора є офіційною резиденцією президента Республіки. За своїми розмірами займає 37-е місце серед палаців сучасної Угорщини.
Фасад палацу Шандора прикрашений барельєфами, що зображують грецьких богів і сцену посвяти графа Шандора в лицарі. На східній стіні палацу встановлена меморіальна дошка на честь графа Пала Телекі, прем'єр-міністра Угорщини напередодні Другої світової війни. На знак протесту проти рішення пропустити через територію Угорщини німецькі війська він покінчив життя самогубством. Інтер'єри палацу славляться своїми гобеленами, кришталевими люстрами і картинами Кароя Лотца.
Палац Шандора відкритий для відвідувачів лише один раз на рік, зазвичай у вересні, коли в рамках щорічних Днів культурної спадщини Угорщини в ньому проводиться виставка.

## Історія
У 1803 році почалося будівництво палацу в неокласичному стилі, який був добудований у 1806 році. Йому присвоїли ім'я графа Вінцента Шандора, філософа і представника австро-угорського дворянства. Його син Моріц Шандор став відомим артистом цирку, який виступав у Будапешті та Відні. Наступним власником палацу був ерцгерцог Альбрехт Австрійський, герцог Тешенский, який був імперським губернатором Угорщини аж до Угорського повстання 1848 року. Після провалу повстання будинок і прилеглі до нього будівлі були передані уряду і перероблені під урядові установи.
Одним з найвідоміших політиків, які володіли в різний час цим будинком, був Дьюла Андраші, прем'єр-міністр Королівства Угорщини. Він орендував палац у 1867 році у сімейства Паллавічіні, а пізніше остаточно придбав його. Андраші провів ремонт палацу за проектом архітектора Міклоша Ібля, оновивши перший поверх і переобладнавши у свій робочий кабінет. Другий поверх став особистими покоями Андраші. Всього 19 прем'єр-міністрів Королівства Угорщини проживали в цьому палаці, переробляючи його за своїми смаками.
З 1919 року палац Шандора був офіційною резиденцією прем'єр-міністра Угорщини до початку Другої світової війни. 3 квітня 1941 року прем'єр-міністр Пал Телекі застрелився в цьому будинку, висловивши свій протест проти вступу Угорщини у війну проти Югославії. Через 4 роки авіація антигітлерівської коаліції під час авіанальоту на Будапешт розбомбила палац, який згорів дотла. Майже все, що вціліло у палаці, потім дісталося радянським військам і їх союзникам як трофеї. Палац так і простояв у занедбаному стані аж до переходу Угорщини до демократії. У 1989 році почалося відновлення палацу завдяки досвідченій команді робітників: у першу чергу вони відновили дах і зруйновані стіни. У 2002 році палац був відкритий: в ньому були встановлені точні копії предметів побуту, які були знищені під час війни.
Реставрація проводилася на основі копії креслень (синьки), датованих 1983 роком, і високодеталізованих сучасних карт.

## Архітектура та оформлення

### Екстер'єр
На південно-західному фасаді палацу, що виходить на площу, знаходяться легкі двері зеленого кольору з написом над ними «Адміністрація президента Угорщини» (угор. Köztársasági Elnöki Hivatal). На залізній балюстраді над написом зображено сучасний герб Угорщини разом з прапорами Угорщини та Євросоюзу.
На південному фасаді палацу знаходяться такі ж двері без написів. На залізній балюстраді встановлені прапори Угорщини та Євросоюзу разом з історичним гербом Угорщини, на якому зображені також герби Далмації, Хорватії, Славонії, Фіуме і Трансільванії. Над другим поверхом на південно-східній стороні розташований стилізований античний тимпан з римськими цифрами MDCCCVI (1806, рік закінчення будівництва).

### Інтер'єр
Вхід для гостей відкритий через південні ворота головними сходами з гладенькою блискучою поверхнею і елегантними позолоченими чавунними поручнями. Вестибюль прикрашений простими смугастими дамаськими гобеленами, біля стіни стоять стільці в стилі бідермейер. Круглий зал — точна копія залу, оформленого в 1928 році Рєжьо Хікішем, з білими стінами і прикрашених фресками стелею. Предмети і статуї в нішах є точними копіями тих, що були в палаці. Малий імперський зал раніше з'єднував загальні і приватні кімнати палацу. В даний час в ньому проводить неформальні зустрічі Президент Угорщини. Стіни вирівняні завдяки панелям з міфологічними фігурами, створеним Кароєм Лотцем, на стелі присутня восьмикутне зображення богині.
Синій зал (або Гобеленовий зал) — найвишуканіша кімната в палаці меблями в стилі бароко, використовувана для великих зустрічей. Червоний зал (або зал Марії-Терезії) — найелегантніша кімната в палаці. Раніше там знаходився портрет імператриці Марії-Терезії, який був безповоротно втрачено. Його місце зайняв портрет Марії-Терезії в образі Королеви Угорщини. Автор фресок у кімнаті — Міклош Ібль. Кімната спеціально прикрашена на знак примирення Монарха та Уряду, тому в ній немає портретів прем'єр-міністрів чи президентів Угорщини, які знаходяться в інших залах.
Дзеркальний зал використовується Президентом для офіційних зустрічей, включаючи прийоми послів. Конференц-зал знаходиться в південно-західному крилі палацу (звідти відкривається вид на Дунай і замок Буда): повністю перероблений в 1990-ті роки після того, як оригінальна кімната була знищена. Кабінет Президента, витриманий в дусі 1920-х років, раніше використовувався міністрами: на стінах зображені портрети прем'єр-міністрів.
З Чайного залу, де розташовані портрети Моріца Шандора, відкривається вид на центральний двір. У північно-східному крилі палацу знаходиться Лицарський зал, де раніше знаходилася стайня: там збереглися червоні кам'яні кінські годівниці, а в Лицарському залі пізніше стали проводити прес-конференції.